# Erdölindustrie in Aserbaidschan

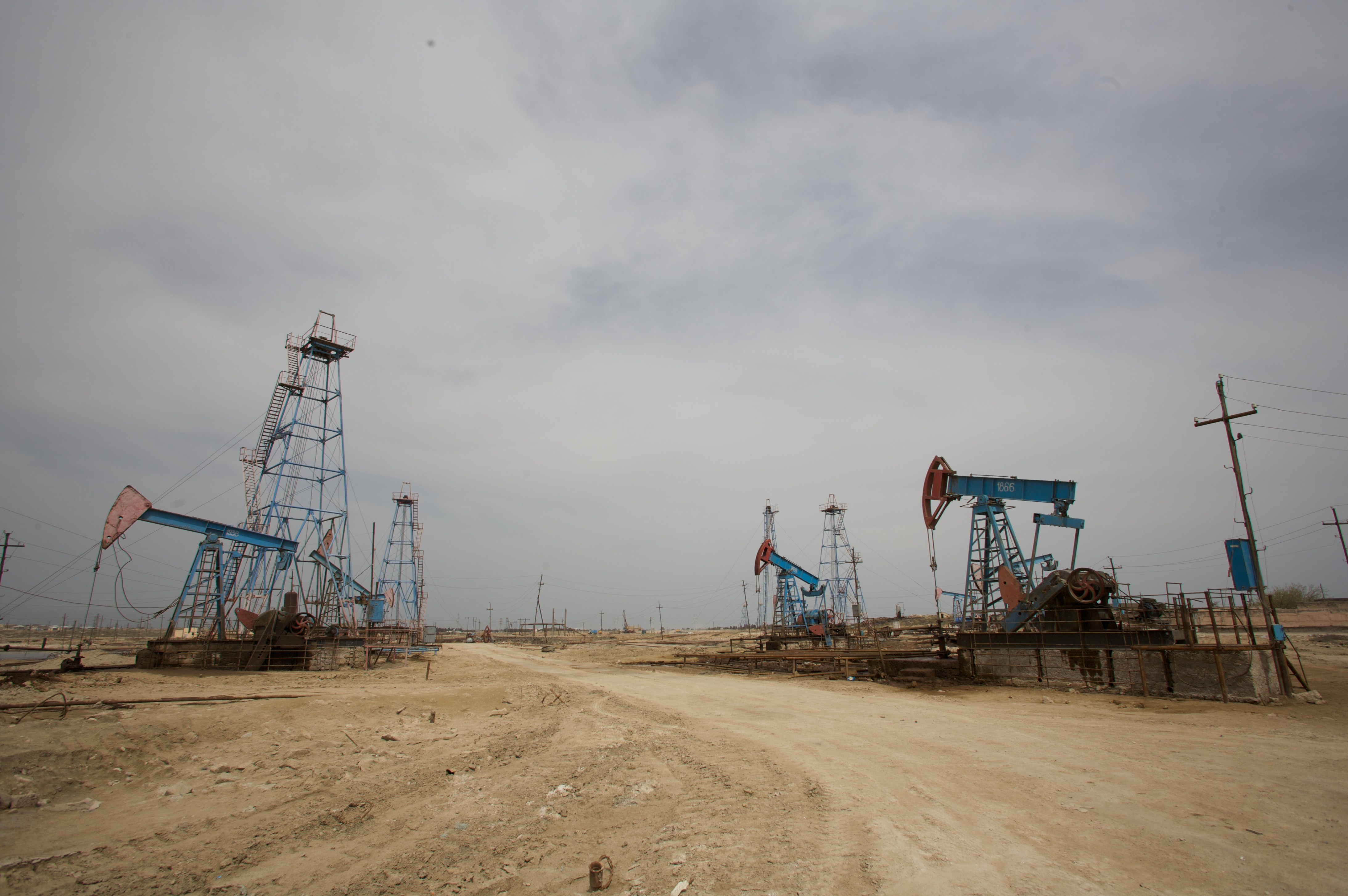
Onshore-Ölfelder in Aserbaidschan

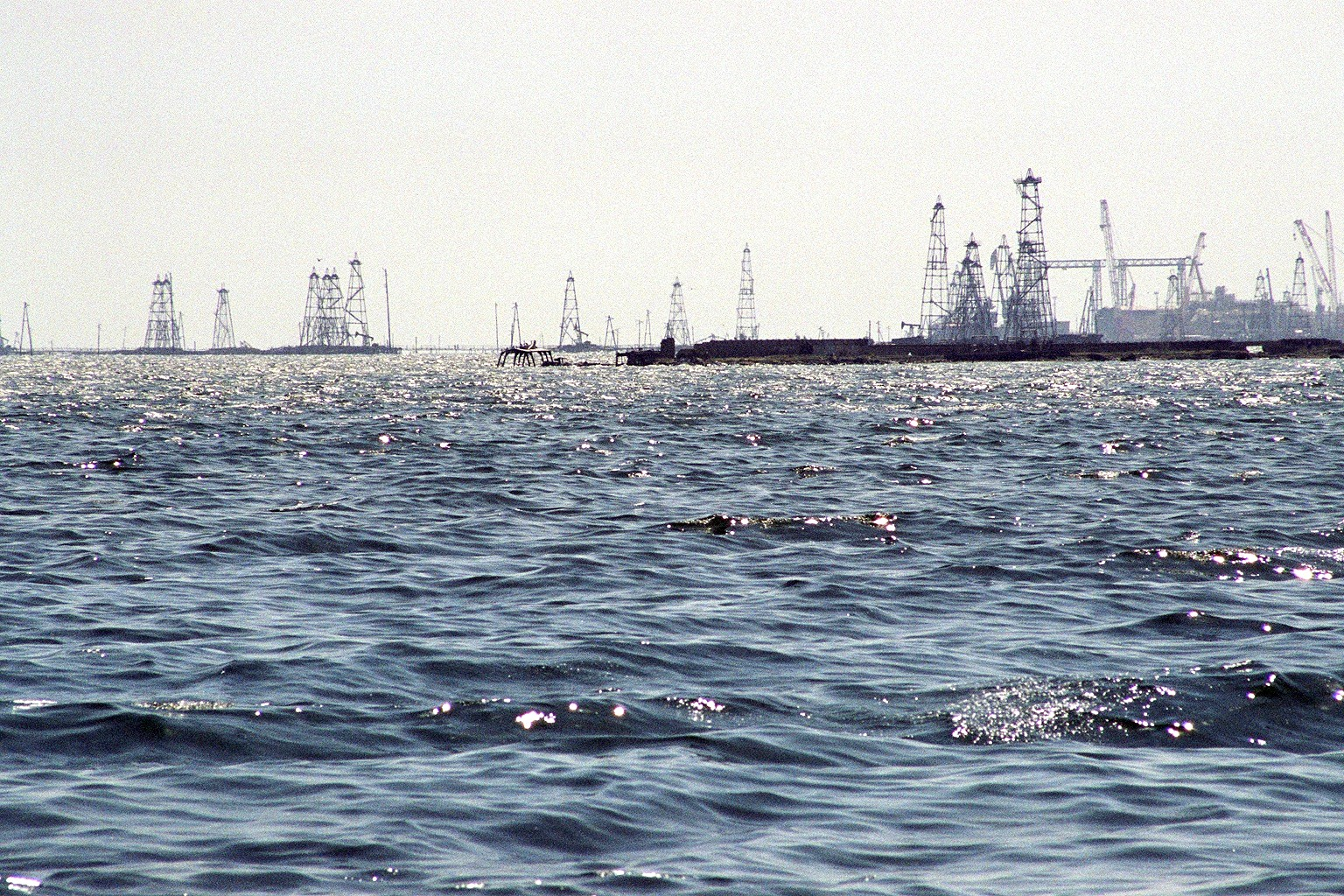
Offshore-Ölfelder in Aserbaidschan

Die Erdölindustrie in Aserbaidschan förderte 2020 rund 716.000 Barrel Öl täglich beziehungsweise rund 35,1 Millionen Tonnen jährlich. Ende 2020 beliefen sich die nachgewiesenen Ölreserven Aserbaidschans auf 7 Milliarden Barrel oder 1 Milliarde Tonnen. Außerdem fördert das Land Erdgas, im Jahr 2022 im Umfang von 34,1 Milliarden Kubikmetern.
SOCAR ist ein staatliches Öl- und Gasunternehmen mit Hauptsitz in Baku, Aserbaidschan, und eine wichtige Einnahmequelle für die Regierung Aserbaidschans.

## Frühe Geschichte

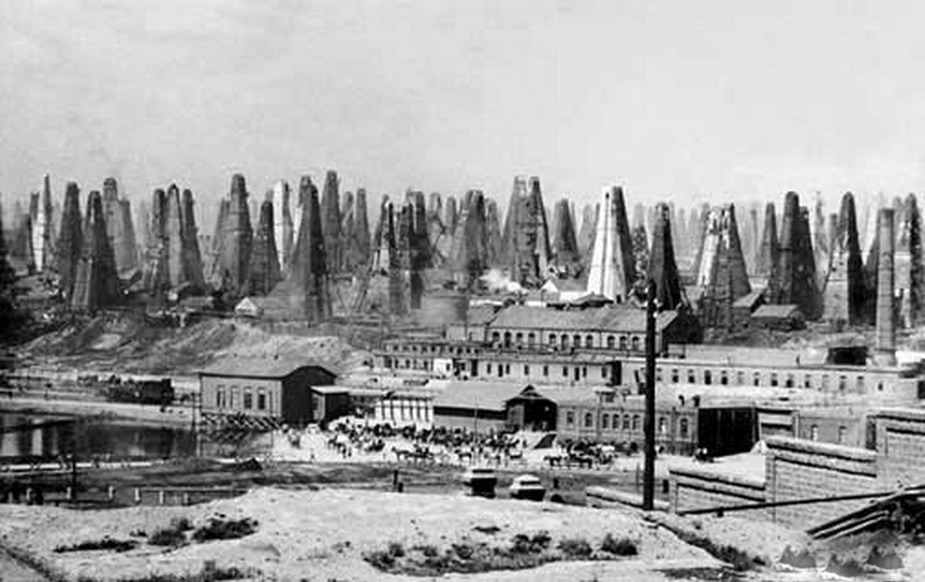
Die Ölquellen der Nobel-Brüder in Balakhani, einem Vorort von Baku.

Es gibt Hinweise darauf, dass Erdöl bereits im 3. und 4. Jahrhundert im Handel verwendet wurde. Informationen über die Ölförderung auf der Halbinsel Abşeron finden sich in den Manuskripten der meisten arabischen und persischen Autoren.
Es wird angenommen, dass der folgende Absatz aus den Berichten des berühmten Reisenden Marco Polo, „il Milione“, eine Anspielung auf das Bakuer Öl ist: „In der Nähe der georgischen Grenze gibt es eine Quelle, aus der ein Ölstrom in einer solchen Fülle sprudelt, dass hundert Schiffe dorthin fahren darf dort gleich laden. Dieses Öl ist nicht gut zu essen; aber es ist gut zum Brennen und als Salbe für Menschen und Kamele, die von Juckreiz oder Schorf betroffen sind. Männer kommen von weither, um dieses Öl zu holen, und in der ganzen Nachbarschaft wird kein anderes Öl verbrannt als dieses.“
Eine Inschrift von 1593 in Balaxani erinnert an einen manuell gegrabenen Brunnen, 35 m tief.
Der türkische Schriftsteller und Reisende Evliya Çelebi (1611–1683) berichtete, dass „die Festung Baku von 500 Brunnen umgeben war, aus denen raffiniertes Öl mit weißer und schwarzer Säure gewonnen wurde“.
Im Jahr 1636 beschrieb Adam Olearius (1599–1671, eigentlich Oehlschlegel oder Ölschläger, transkribiert „Adam Oleary Elshleger“), ein deutscher Diplomat und Reisender, 30 Ölquellen in Baku.
Die erste detaillierte Beschreibung der Ölindustrie von Baku wurde 1683 von Engelbert Kaempfer, Sekretär der schwedischen Botschaft in Persien (Iran), erstellt. In seinen Aufzeichnungen bestätigt er die Existenz von Orten, an denen Erdgas an die Oberfläche gelangt. Kaempfer beschreibt die „flammende Steppe“ so: „… stellt einen eigentümlichen und wunderbaren Anblick dar, denn einige der Risse loderten mit großen, andere mit ziemlichen Flammen und ließen jeden heraufkommen; Drittel strömten Rauch aus oder jedenfalls minimal wahrnehmbare Verdunstung, die einen schweren und stinkenden Ölgeschmack aussendete und ein Gebiet von 88 Stufen Länge und 26 Breite einnahm.“
Viele europäische Berichte über den Kaukasus aus dem 18. und 19. Jahrhundert beziehen sich auf den Feuertempel von Baku im Rajon Suraxanı, wo das Feuer mit Erdgas aus einer Höhle unter dem Gelände gespeist wurde.

## Zeit vor der Revolution
Haji Kasimbey Mansurbekov begann 1803 zum ersten Mal auf der Welt mit der Meeresölförderung in der Bibi-Heybat-Bucht aus zwei Bohrlöchern in 18 m und 30 m Entfernung von der Küstenlinie. Die erste Offshore-Ölförderung wurde eingestellt, als ein starker Sturm im Jahr 1825 die Brunnen zerstörte.
1806 besetzte das Russische Reich das Khanat Baku und übernahm die monopolistische Kontrolle über die Ölförderung. Später wurden Einzelpersonen die exklusiven Rechte zur Ölförderung eingeräumt, wodurch das persische Otkupchina-Leasingsystem geschaffen wurde. In diesem Jahr wurden alle Ölquellen von Absheron, Guba und Salyan, die zum Khanat Baku gehörten, beschlagnahmt und zum Staatsvermögen Russlands erklärt; und zum Zeitpunkt des Beitritts des Khanats von Baku zu Russland wurden etwa 120 Brunnen in der Gegend von Baku angelegt; die jährliche Förderung aus diesen Quellen betrug etwa 200.000 Pud Öl.
1837 bauten die Russen in Balaxani eine Öldestillationsfabrik.
Die Methoden zur Ölförderung waren damals sehr primitiv – hauptsächlich handgegrabene Brunnen, die bis in sehr geringe Tiefen gebohrt wurden. Das Produktionsvolumen dieser Jahre kann anhand von Daten beurteilt werden, die 1842 von der Kaspischen Kammer des Ministeriums für Staatseigentum bereitgestellt wurden. Es bezieht sich auf 136 Brunnen rund um Absheron, die 3.760 Kubikmeter (23.600 Barrel) pro Jahr produzierten, und dieses Öl wurde nach Persien exportiert, wo es zur Beleuchtung sowie in Salben und anderen traditionellen Heilmitteln verwendet wurde.
Infolge des Otkupschina-Monopols und des Fehlens einer wachsenden Nachfrage blieb die jährliche Ölproduktion in der ersten Hälfte des 19. Jahrhunderts unverändert bei 250–300 Pud (4–5.000 Tonnen). 1813 betrug die Zahl der produzierenden Brunnen 116, dann 125 im Jahr 1825, 120 im Jahr 1850 und nur noch 218 im Jahr 1860. Das Otkupschina-System bedeutete, dass die Ölförderung von einer Gruppe von Personen monopolisiert wurde, die keinen Anreiz sahen, die Produktion zu steigern oder die Bohrmethoden zu verbessern. Im Jahr 1844 wurde der russischen Regierung im Kaukasus (Region Baku) von Vasily Semyonov (1801–1863) ein Bericht vorgelegt, in dem die von Nikolay Voskoboynikov (1801–1860) entwickelten Ideen zum Bohren nach Öl anstelle des Grabens von Hand detailliert beschrieben wurden. 1845 bewilligte Großherzog Michail Voronzow (1782–1856), Gouverneur des Kaukasus, Gelder für Ölbohrungen unter Berücksichtigung der Ideen von N. I. Woskoboynikov.
1846 unter der Aufsicht des Staatsberaters V. N. Semyonov, ein Ingenieur, Alekseev, bohrte in Bibiheybət mit einem primitiven Schlagbohrmechanismus einen 21 m tiefen Brunnen, um nach Öl zu suchen, mit positiven Ergebnissen. Mehr als ein Jahrzehnt später, am 27. August 1859, stieß „Colonel“ Edwin L. Drake zum ersten Mal auf amerikanischem Boden auf Öl.
In der Umgebung von Baku entstand eine kleine petrochemische Industrie, als die Nachfrage nach Kerosin in die Höhe schnellte. Vasily Kokorev, Peter Gubonin und der deutsche Baron N. E. Tornow bauten die erste Kerosinfabrik in Surakhany. Die Fabrik diente zur Herstellung von Kerosin aus „Kir“, einer asphaltähnlichen Substanz. 1859 baute N. I. Vitte, eine Apothekerin aus Tiflis, die zweite Paraffinfabrik auf der Insel Pirallahi.
Bis in die 1870er Jahre hatte Russland ein staatliches Ölmonopol für die Erdölförderung und -reserven rund um Baku, basierend auf 3- bis 4-Jahres-Verträgen. Die Produktion beschränkte sich auf das Ausschöpfen von Sickerwasser aus manuell gegrabenen flachen Brunnen. Das Öl wurde dann mit Arbos (Pferdekutschen mit 2 Fässern) an die Küste der Bucht von Baku transportiert. Dort wurde Kerosin in offenen Brennblasen destilliert und dann per Schiff über das Kaspische Meer und die Wolga zu den russischen Märkten transportiert, insbesondere nach Sankt Petersburg. 1873 ersetzte ein neues Gesetz die Vertragsmonopole durch ein langfristiges Pachtsystem und schaffte 1877 die Kerosinsteuer ab.
Robert Nobel kam im März 1873 nach Baku, wo er eine Ölraffinerie kaufte, und kaufte 1875 einen großen Teil des Balakhani-Ölfelds, wo er eine neue Raffinerie baute. Die Nobel Brothers Petroleum Production Company wurde 1877 gegründet, gefolgt von Branobel im Jahr 1879. Sie fügten Infrastruktur hinzu, darunter Russlands erstes Pipelinesystem im Jahr 1877, Pumpstationen, Lagerdepots, Eisenbahnkesselwagen und den ersten erfolgreichen Hochsee-Öltanker, den Zoroaster. 1881 führten sie die kontinuierliche Destillation mit mehreren Brennblasen ein und stellten 1885 Sten Anders Hjalmar Sjögren als Firmengeologen ein. Die Nobels bauten die Villa Petrolea als Firmenstadt mit Wohnungen, Häusern, Schulen mit kostenloser Bildung und Bibliotheken.
Die Baku Petroleum Association wurde 1884 gegründet, um den Export von Rohöl zu verhindern. Stattdessen wurde zwischen 1897 und 1907 eine große Kerosinpipeline gebaut, die Baku mit Batum verband.
Die Ölbarone in Baku gründeten eine eigene Organisation, den Oil Extractors Congress Council, um das Ölgeschäft zu diskutieren. Sie gründeten ihre eigene Zeitschrift, Neftyanoe Delo (Ölgeschäft), eine Bibliothek, eine Schule, ein Krankenhaus und eine Apotheke. Sechs Jahre lang wurde der Kongress des Council of Oil Extractors von Ludvig Nobel geleitet.
Die Ölindustrie hat das architektonische Erscheinungsbild von Baku als moderne Stadt stark beeinflusst. Es wurden administrative, soziale und städtische Institutionen gegründet, die wiederum Entscheidungen über die Beleuchtung der Stadt, Straßen, Gebäude, Telefonstationen und Pferdekutschen trafen. Gärten und Parks wurden angelegt und Hotels, Kasinos und schöne Geschäfte gebaut.
Erstens lagen die exklusiven Rechte zur Erschließung der Ölfelder von Baku in den Händen von in Russland registrierten Unternehmen, und erst 1898 erhielten ausländische Unternehmen die Rechte zur Erkundung und Erschließung von Ölfeldern sowie zur Teilnahme am jährlichen Ausschreibungsverfahren. Zwischen 1898 und 1903 investierten britische Ölfirmen 60 Millionen Rubel in die Ölfelder von Baku. Ethnische Armenier trugen auch zur Ölförderung und Bohrungen um Baku bei. Berichten zufolge betrieben sie bis 1900 fast ein Drittel der Ölindustrie der Region.

### Ölproduktion

Ölquellen in Baku, Aserbaidschan, „Where it Rains Petroleum“, ca. 1909

Die wichtigsten Ölfördergebiete befanden sich in der Nähe von Baku in Sabunchy, Surakhany und Bibi-Heybat. Bis zum Beginn des 20. Jahrhunderts produzierte die Region Sabunchi 35 % des Öls von Baku und die Region Bibi-Heybat 28 %, gefolgt von den Regionen Roma und Balakhany. Der größte Teil der Ölförderung stammte in den frühen Tagen aus Ölquellen, obwohl dies ein sehr unwirtschaftlicher und umweltschädlicher Prozess war. Der Anteil der Blowout-Produktion an der Gesamtmenge nahm jedoch mit verbesserter Ausrüstung ab. 1887 machten Blowouts 42 % des zurückgewonnenen Öls aus, aber bis 1890 ging ihre Prävalenz auf 10,5 % zurück.
1898 produzierte die russische Ölindustrie mehr als die US-Ölproduktion. Zu dieser Zeit wurden ungefähr 8 Millionen Tonnen (160.000 Barrel (25.000 m³) Öl pro Tag) gefördert. Bis 1901 produzierte Baku mehr als die Hälfte des weltweiten Öls (11 Millionen Tonnen oder 212.000 Barrel (33.700 m³) Öl pro Tag) und 55 % des gesamten russischen Öls. Etwa 1,2 Millionen Tonnen Baku-Kerosin wurden auch ins Ausland verkauft. Bis 1901 wurde die Hälfte des weltweiten Öls aus 1900 Bohrlöchern gefördert, die sich innerhalb von 6 Quadratmeilen befanden.
Ausländisches Kapital dominierte die Ölindustrie des vorrevolutionären Russlands. Am Vorabend des Ersten Weltkriegs hielten drei Unternehmen (Russian General Oil Company, Royal Dutch Shell und Partnership of Nobel Brothers) 86 % des gesamten Aktienkapitals und kontrollierten 60 % der Ölförderung. 1903 waren in der Region Baku 12 englische Unternehmen mit einem Kapital von 60 Millionen Rubel tätig. 1912 erwarb Anglo-Dutch Shell 80 % der Anteile an der Caspian-Black Sea Society „Mazut“, die De Rothschild Frères gehört hatte. Andere britische Firmen kauften Ölgeschäfte von Hajji Zeynalabdin Taghiyev.

## Revolution und Sowjetrepublik
Mehrere Ölkrisen erschütterten Russland um 1903, als ständige Streiks, Gewalt und ethnische Unruhen während der Russischen Revolution von 1905 dazu führten, dass die Ölproduktion von einem Höchststand von 212.000 bbl/d (33.700 m³/d) abfiel. Die relative Ruhe der frühen 1910er Jahre wurde durch den Ersten Weltkrieg gestört, als die Ölförderung stetig zurückging und 1918 den niedrigsten Stand von nur 65.000 bbl/d (10.300 m³/d) erreichte und dann bis 1920 noch katastrophaler einbrach. Infolge ziviler Unruhen war kein Ölexport möglich, Öllager wurden beschädigt und Brunnen stillgelegt. Die Regierung der Demokratischen Republik Aserbaidschan konnte den Schaden, der der Ölindustrie während ihrer Amtszeit zwischen 1918 und 1920 zugefügt wurde, nicht wiedergutmachen.
Seit 1918 haben sich in Aserbaidschan mehr als 5 Millionen Tonnen Öl angesammelt. Nach der Besetzung Aserbaidschans durch die Bolschewiki wurden alle Öllieferungen nach Russland geleitet. Alle Ölvorkommen des Landes wurden verstaatlicht und die Staatsgesellschaft Azneft gegründet. 1920 wurde Alexander P. Serebrowski, der bald als „sowjetischer Rockefeller“ bekannt werden sollte, zum Chef von Azneft ernannt.
1920 arbeiteten nur 1800 qualifizierte Fachkräfte in der russischen Ölindustrie, davon 1232 in Aserbaidschan. Die Branche brauchte dringend Technik, Bildung und Fachkräfte. Der wissenschaftliche Austausch begann mit den USA, wo Besucher aus Baku zu Ölfeldern in Pennsylvania, Oklahoma, Kalifornien, Texas entsandt wurden, neue Methoden der Bohrlochvertiefung und -ausbeutung erlernten. Die Aserbaidschanische Staatliche Ölakademie wurde 1920 gegründet, um Ölspezialisten auszubilden.
In den späten 1920er Jahren stabilisierte sich die Produktion. In den Jahren 1928–29 belief sich die Ölproduktion in der UdSSR auf 13,5 Mio. t, einschließlich der 8,7 Mio. t Aserbaidschans. Bis 1940 betrug die Gesamtproduktion Aserbaidschans 23,5 Mio. t (475.000 bbl/d (75.500 m³/d)) – war ein historischer Rekord, der bis 2005 nicht gebrochen wurde.

### Fortschritte bei Bohr- und Protokollierungspraktiken
1925 konstruierte der Ingenieur M. M. Skvortsov ein Gerät zur automatischen Bewegung eines Meißels, das als „automatischer Bohrer“ bekannt wurde. Bis 1930 wurden elektrische Protokollierungswerkzeuge im Bohrloch von Schlumberger im Surakhany-Ölfeld eingesetzt.
In Baku wurde eine neue Bohrtechnik eingeführt: Elektrische Aggregate mit exakter Drehzahlregelung fanden weite Verbreitung. In den frühen 1930er Jahren wurde etwa ein Drittel des Brunnenbestands mit Pumpen mit Gaslift betrieben. 1933 wurde im Bibi-Heybat-Feld die erste abgelenkte Bohrung gebohrt.
Weitere Premieren waren:
1936 begann die industrielle Anwendung des von Shumilov, Taghiyev und anderen erfundenen mehrstufigen Turbobohrers ohne Untersetzungsgetriebe.
Zum ersten Mal in der Welt wurde eine Ölquelle mit der Elektrobohrkonstruktion gebohrt, die von den Ingenieuren Ostrovsky, Aleksandrov und anderen im Kala-Ölfeld eingeführt wurde.

### Zweiter Weltkrieg
Zwischen 1939 und 1940, als die Sowjetunion Öl nach Nazideutschland lieferte, planten Großbritannien und Frankreich eine große strategische Bombenoffensive namens Operation Pike, um die Ölförderanlagen in Baku zu zerstören. Diese sollte auch 1942/42 passieren falls Deutschland einen Zugriff auf Ölfelder erringt.
Im ersten Kriegsjahr produzierte Aserbaidschan 25,4 Millionen Tonnen Öl – ein Rekord. Durch den Erlass des Obersten Sowjets der UdSSR im Februar 1942 wurde das Engagement von mehr als 500 Arbeitern und Angestellten der Erdölindustrie Aserbaidschans durch die Verleihung von Orden und Orden der UdSSR anerkannt.
Bis Ende des Jahres waren so viele Ingenieure und Ölarbeiter an die Kriegsfront gegangen, dass die Stellen mit Frauen besetzt werden mussten. Im Sommer 1942 arbeiteten mehr als 25.000 Frauen oder 33 % aller Arbeiter in 18-Stunden-Schichten in der Ölindustrie. In Raffinerien und Chemiewerken war der Frauenanteil sogar noch höher und wurde auf 38 % geschätzt. Bis 1944 war die Beteiligung der Frauen auf 60 % gewachsen. Auch Veteranen und Rentner kehrten zu den Ölfeldern zurück, um zu helfen. Es war nicht ungewöhnlich, dass die Arbeitskräfte kleiner Städte (z. B. Kıncıvo) in dieser Zeit vollständig und schnell in die Abhängigkeit von der Ölindustrie übergingen.
Adolf Hitler war entschlossen, die Ölfelder des Kaukasus, insbesondere Baku, zu erobern, da es die zur Ergänzung der rumänischen Quellen dringend benötigte Ölversorgung für das unter Blockaden leidende deutsche Militär liefern würde. Zudem würde dem Gegner der Großteil seiner Ölversorgung genommen. Die deutsche Offensive von 1942 mit dem Codenamen Fall Blau sah daher einen entschlossenen Versuch, in großem Maßstab in das Gebiet der Ölfelder vorzudringen, allerdings mit Auftrennung der Heeresgruppe Süd, die auch die Nachschubwege bei Stalingrad abschneiden sollte. Am 23. Juli 1942 unterzeichnete Hitler die Richtlinie Nr. 45 zur Durchführung einer strategischen Operation im Kaukasus mit dem Codenamen „Edelweiß“. Demnach sollten die wichtigsten Ölregionen des Kaukasus (Baku, Maikop, Grosny) im September 1942 besetzt und die Technische Brigade Mineralöl aus diesen Gebieten den dringend benötigten Treibstoff gewinnen. Die deutsche Militärführung plante eine überraschende Landung von Truppen in Baku, bevor sowjetische Behörden die Ölfelder zerstören konnten. Die aufgeteilte Heeresgruppe B wurde bei Stalingrad umzingelt und schließlich besiegt, was einen Rückzug der Heeresgruppe A aus der Kaukasus-Region erzwang. Die Kontrolle der Ölversorgung aus Baku und dem Nahen Osten spielte eine große Rolle bei den Kriegsereignissen und dem endgültigen Sieg der Alliierten.

## Die Nachkriegszeit

### Beginn der Offshore-Exploration

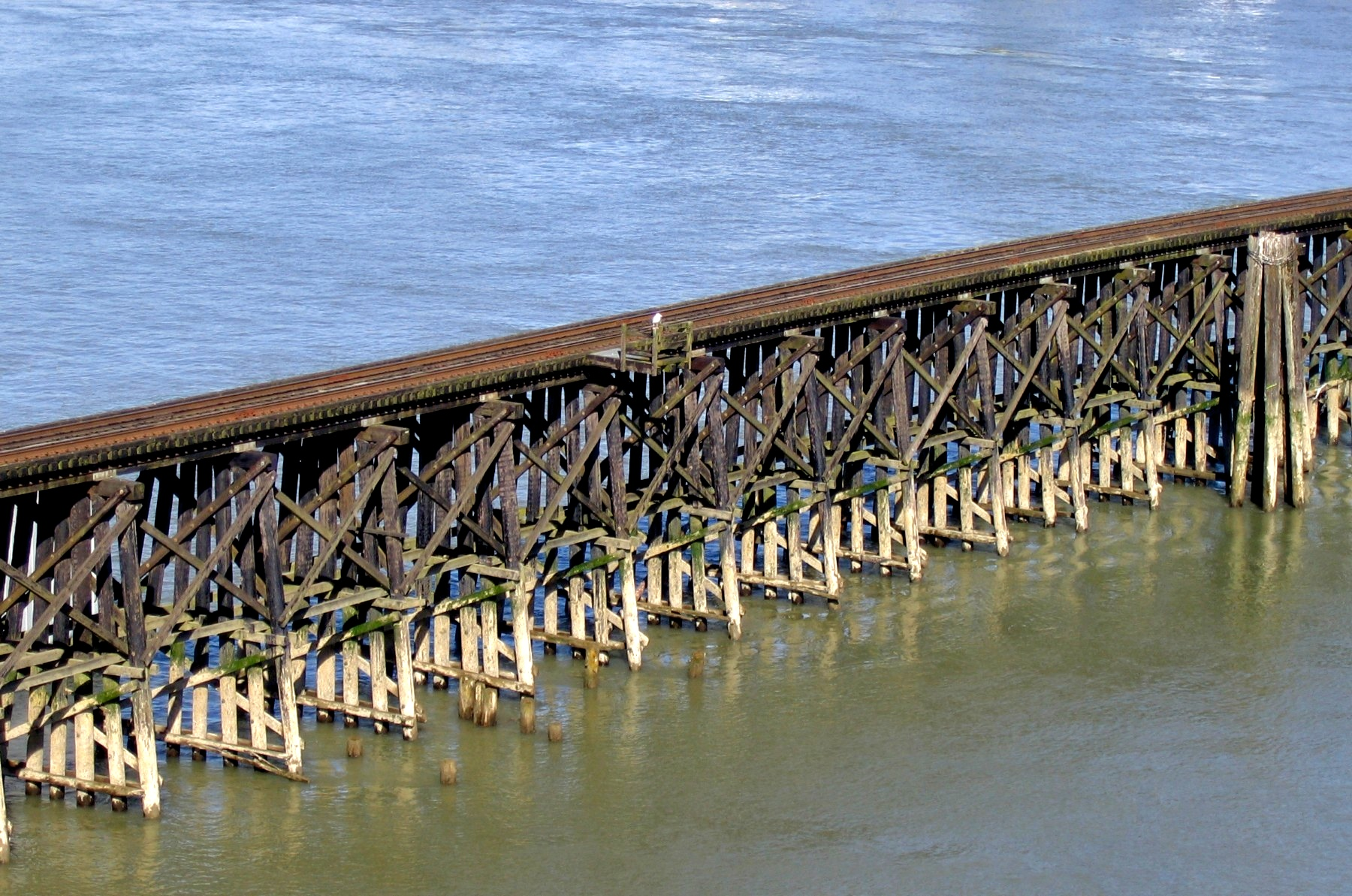
Holzbock, der bei Oily Rocks eingesetzt wird

Die Ölproduktion aus den bestehenden Feldern begann nach dem Zweiten Weltkrieg aufgrund einer katastrophalen Überproduktion und Unterinvestition zu sinken. Es wurde jedoch davon ausgegangen, dass vor der Küste ein echtes Potenzial für neue Entdeckungen vorhanden ist.
Bereits 1864 untersuchte und berichtete der deutsche Mineraloge und Geologe Otto von Abich Strukturen auf dem Meeresboden des Kaspischen Meeres.
In den frühen 1930er Jahren schlugen Ingenieure den Bau von Offshore-Bohrungen aus Holzpfählen vor, die durch einen Damm verbunden waren. Der erste solche Brunnen wurde im offenen Meer in einer Tiefe von 6 m östlich von der gefüllten Bibi-Heybet-Bucht angelegt.
1945 schlugen die Ölingenieure S. A. Orujev und Y. Safarov eine Methode für röhrenförmige, zusammenklappbare Konstruktionen für Offshore-Stützpunkte vor. Diese Konstruktion ermöglichte zu jeder Jahreszeit eine schnelle Installation unter Bohrinseln. 1947 entwickelte eine Gruppe von Ölmännern die Trestle-Methode zur Verbindung von Entwicklungsanlagen und Verarbeitungsanlagen. Die durchschnittliche Höhe des Bocks über dem Meeresspiegel beträgt 5–7 m, und die Breite des Damms betrug etwa 3,5 m. 1948 begann der Bau von Böcken und anderen Dämmen auf Pirallahi und Oil Rocks.

### Oily-Rocks-Saga
Eines der markanten Beispiele für die Erschließung von Offshore-Ölvorkommen ist „Oily Rocks“ – „Neft Dashlari“. Es liegt im Südosten des Absheron-Archipels. In „Oily Rocks“ reicht die Meerestiefe von 10 bis 25 m, obwohl ein Teil des Ölbeckens eine Tiefe von 60 Metern erreicht. Die Ölprospektion mit geologischer Untersuchung, Strukturbohrungen, seismischer Prospektion und Vorbohrungen begann 1945.
Am 24. August 1949 wurde die erste Offshore-Explorationsbohrung bei Neft Dashlari (Ölfelsen) niedergebracht, nachdem der Damm gebaut worden war. Im November testete das Bohrloch N1 in einer Tiefe von 1.000 Metern Öl mit einer Rate von 700 Barrel/Tag (110 m³/Tag). Neft Dashlari wird als „Die Insel der sieben Schiffe“ bezeichnet, weil während des Baus des Brückenkopfs stillgelegte Schiffe versenkt wurden, um eine solide Basis für Dämme zu schaffen.
Die intensive Erschließung begann 1950. Die Erschließung von mehreren Bohrstellen, die durch Gerüstbrücken verbunden waren, verwendete auch abweichende Löcher. 1953 wurde zur Aufrechterhaltung des Staudrucks eine Wasserflut angelegt. Das Feld liefert nach 50 Jahren Ausbeutung immer noch etwa 15.000 bbl/d (2.400 m³/d).

### Offshore-Exploration in den 1960er und 1970er Jahren
Als Ergebnis intensiver geologischer und geophysikalischer Kartierungen in den Jahren 1950–1960 wurden kaspische Öl- und Gaslagerstrukturen bestimmt. Zu den Entdeckungen gehörten Felder wie Darwin Bank, Gum Deniz „Canub“, „Gurgani-esea“, „Chilov Island“, „Hazi Aslanov“, „Sangachalli-sea“, „Duvanni-sea“, „Bulla Island“ und Peschany.
Eines der größten Offshore-Felder, „Sangachal-deniz“, wurde seit 1959 mehrmals bebohrt, aber der Erfolg kam erst 1965. Die Entdeckungsbohrung „Duvanni-deniz field“ wurde im Mai 1963 mit einer Leistung von 700 bbl/d (110 m³/Tag). Dieses Feld verfügt über etwa 700 Millionen Barrel (110.000.000 m³) Ölreserven.
Zwischen 1968 und 1975 wurden mehrere große Öl- und Gasfelder entdeckt und in Betrieb genommen: Bahar (1968), Sangachali-Duvanni (1969), Bulla Deniz (1975).
Die Produktion erreichte 1967 mit 414.000 bbl/d (65.800 m³/d) ihren Höhepunkt und begann von da an zu sinken, als die Erschließung von Oily Rocks abgeschlossen war. Die Gasproduktion stieg bis in die 1990er Jahre stetig an, bis der Niedergang der Gasfelder Bahar und Bulla folgte.
Durch den Einsatz moderner Explorationsmethoden wurden im Kaspischen Meer in 200 Metern Tiefe vier neue Multireservoir-Felder erschlossen: Gunashli (1979), Chirag (1985), Azeri (1988) und Kapaz (1989). Das Kaspische Meer war von einem ausgedehnten seismischen 2D-Gitter bedeckt, und 3D-Seismik wurde versucht, jedoch erfolglos. Die Entdeckung des Azeri-Chirag-Guneshli-Feldkomplexes war die letzte, aber bedeutende Errungenschaft der aserbaidschanischen Explorationsforscher. Der flache Teil von Guneshli, wo die Wassertiefe die Ölentwicklung ermöglichte, wurde 1989 in Produktion genommen und liefert jetzt 120.000 bbl/d (19.000 m³/d).
In Chirag erfolgten die Bohrungen mit Halbtauchbohrgeräten in einer Tiefe von 200 Metern – ein Offshore-Rekord für die UdSSR. Der Azeri-Chirag-Guneshli-Komplex enthält mehr als 16 Milliarden Barrel (2,5 × 109 m³) Öl.